# Torrent de Solleric
El torrent de Solleric és un torrent de Mallorca que neix a la possessió de Solleric (Alaró), a la part central de la Serra de Tramuntana, i recorre el Raiguer i el Pla per confluir amb el torrent d'Almadrà i formar el torrent de Vinagrella. Pertany a la conca hidrogràfica del torrent de Vinagrella, i té una longitud d'uns 25 km. Localment rep els noms de torrent de Biniali i torrent de Sencelles.

## Recorregut
Neix a la possessió de Solleric, al terme d'Alaró per la confluència del Torrent Pregon i el Barranc, que davalla de Coma-sema i porta les aigües del vessant sud de puig de la Rateta. Transcorre uns dos quilòmetres entre el Castell d'Alaró i el Puig de l'Alcadena i tot seguit abandona l'alta muntanya i entra al Raiguer. A l'altura de les Planes, pel marge dret rep les aigües del torrent de la Mata i el torrent del Verger, que davallen de les muntanyes del Castell d'Alaró. A l'altura de Bànyols, pel marge dret rep les aigües del torrent de l'Estret, que ve de la vila d'Alaró.
A l'altura de Biniali fa un gir a llevant, i rep el nom de torrent de Biniali; tot seguit, a 300 m, pel marge dret rep les aigües de la síquia de Son Mascaró, que recull les aigües de Santa Eugènia i el puig de Son Seguí. En el seu pas per la vila de Sencelles rep el nom de torrent de Sencelles (que és el nom que apareix al mapa del Cardenal Despuig), i en el Gorg d'en Canyes rep les aigües del torrent de Pina pel marge dret. Al cap de tres quilòmetres, dins el terme d'Inca (Mallorca) s'ajunta amb el torrent del Rafal Garcès per formar el torrent de Muro, que desemboca a l'Albufera.